# Matrixring
In de abstracte algebra, een deelgebied van de wiskunde, is de matrixring {\displaystyle \mathrm {M} (n,R)} de verzameling van alle {\displaystyle n\times n}-matrices over een willekeurige ring {\displaystyle R}. Deze verzameling is zelf een ring onder de operaties matrixoptelling en matrixvermenigvuldiging.

## Eigenschappen
- De matrixring {\displaystyle \mathrm {M} (n,R)} is alleen dan commutatief als {\displaystyle n=1} en de ring {\displaystyle R} commutatief is en in de triviale gevallen dat {\displaystyle n=0} of dat {\displaystyle R} de triviale ring is.
- Als {\displaystyle R} commutatief is, is {\displaystyle \mathrm {M} (n,R)} een *-algebra over {\displaystyle R} met {\displaystyle *} het transponeren van een matrix. De afbeelding {\displaystyle *\colon \mathrm {M} (n,R)\to \mathrm {M} (n,R)} met {\displaystyle A^{*}=A^{\top }} is immers een involutie en voldoet aan:

{\displaystyle (A+B)^{*}=A^{*}+B^{*}}
{\displaystyle (AB)^{*}=B^{*}A^{*}}
{\displaystyle I^{*}=I}
{\displaystyle (A^{*})^{*}=A}
- Het centrum van een matrixring over {\displaystyle R} bestaat uit matrices die van de vorm {\displaystyle b} maal de identiteitsmatrix zijn, waar {\displaystyle b} tot het centrum van de ring {\displaystyle R} behoort.
- Een matrixring over een delingsring is een artiniaanse enkelvoudige ring. Het omgekeerde is ook waar en wordt de stelling van Artin-Wedderburn genoemd.
- Een matrixring over een priemring is een priemring.